# 11928 Akimotohiro
11928 Akimotohiro eller 1993 BT2 är en asteroid i huvudbältet som upptäcktes den 23 januari 1993 av de båda japanska astronomerna Kazuro Watanabe och Kin Endate vid Kitami-observatoriet. Den är uppkallad efter Hiroyuki Akimoto.
Asteroiden har en diameter på ungefär 8 kilometer.